# معبد رامسیوم
معبد رامسیوم (عربی: معبد الرامسيوم) یکی از معبدهای حزن‌انگیزی است که برای دفن اموات در مصر باستان بنا شده بوده است.

## تاریخچه
این معبد را فرعون رامسس دوم که بیشتر از هر فرعون دیگری برای مصر معبد درست کرده است بنیان‌گذاری و ساخته است. این معبد شامل مجسمه‌های بسیار بزرگی از رامسس دوم است، همین‌طور حاوی نقاشی‌های بسیاری است که حکایت از طبیعت زندگی در آن دوره زمانی دارد. نقاشی‌هایی که بر دیواره معبد کشیده شده است بیانگر نبرد مشهور قادش که در آن فرعون رامسس دوم بر الحیثیین به پیروزی رسید می‌باشد، در این نقاشی‌ها چگونگی برنامه‌ریزی وی برای جنگ نیز ترسیم شده است.

## نامگذاری
این معبد همچنین به نام کاخ میلیونها ساله شناخته می‌شود. تاریخ‌نگار یونانی ریوروس گفته است که اشتباه است که این معبد را مقبره یا سیماندیاس نامگذاری کنیم برای اینکه آن یک تفسیر و ترجمه یونانی اشتباه از اسم رامسس دوم در قدیم بوده است.

## بقایا
این معبد یکی از زیباترین معابد در مصر می‌باشد که در حال حاضر متشکل از باقی‌مانده تعدادی راه و مسیر به معبد، ستونها و پی‌های شکسته و تخریب شده، بنای باشکوه بزرگی که نصف آن سقوط کرده و از بین رفته است، سقف‌های آن که از آجر ساخته شده و همه در یک ارتفاع بنا شده بود از هم پاشیده و از بین رفته است.

## اکتشافات
هیئت اعزامی باستان‌شناسی مصری –فرانسوی به ریاست کریستیان لبلان که در معبد رامسیوم در منطقه صحرای غری در الاقصر کار می‌کرد توانست به بقایای مهمی از معبد به عصر دو خاندان فراعنه ۱۹ و۲۰ دست پیدا کند که شامل مجموعه ای از آشپزخانه‌های عمومی و ساختمان کشتارگاه و انبارهای خیلی بزرگ به علاوهٔ مدرسه‌ای که مختص آموزش فرزندان کارگران بوده است، می‌باشد.

## نگارخانه

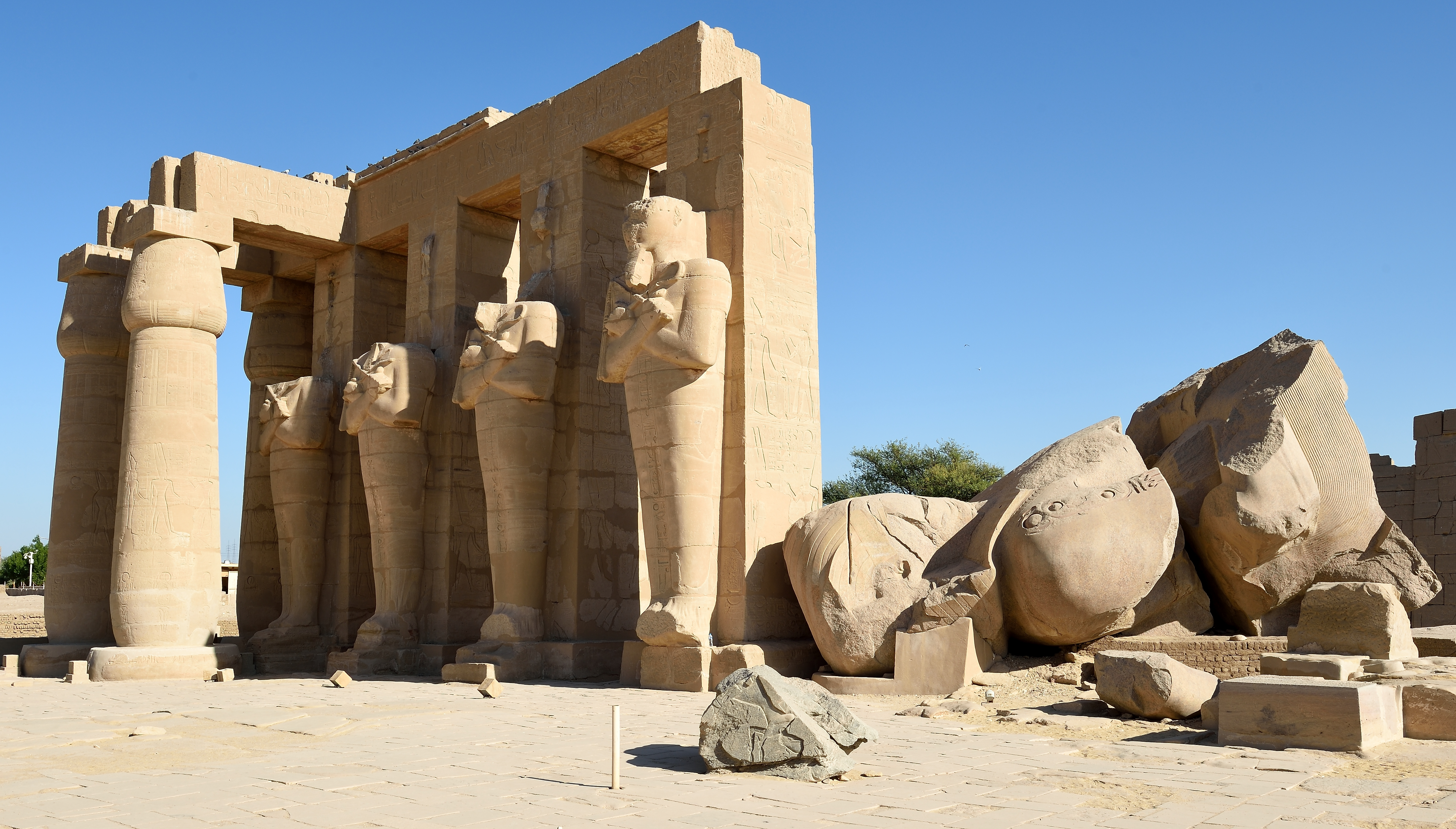
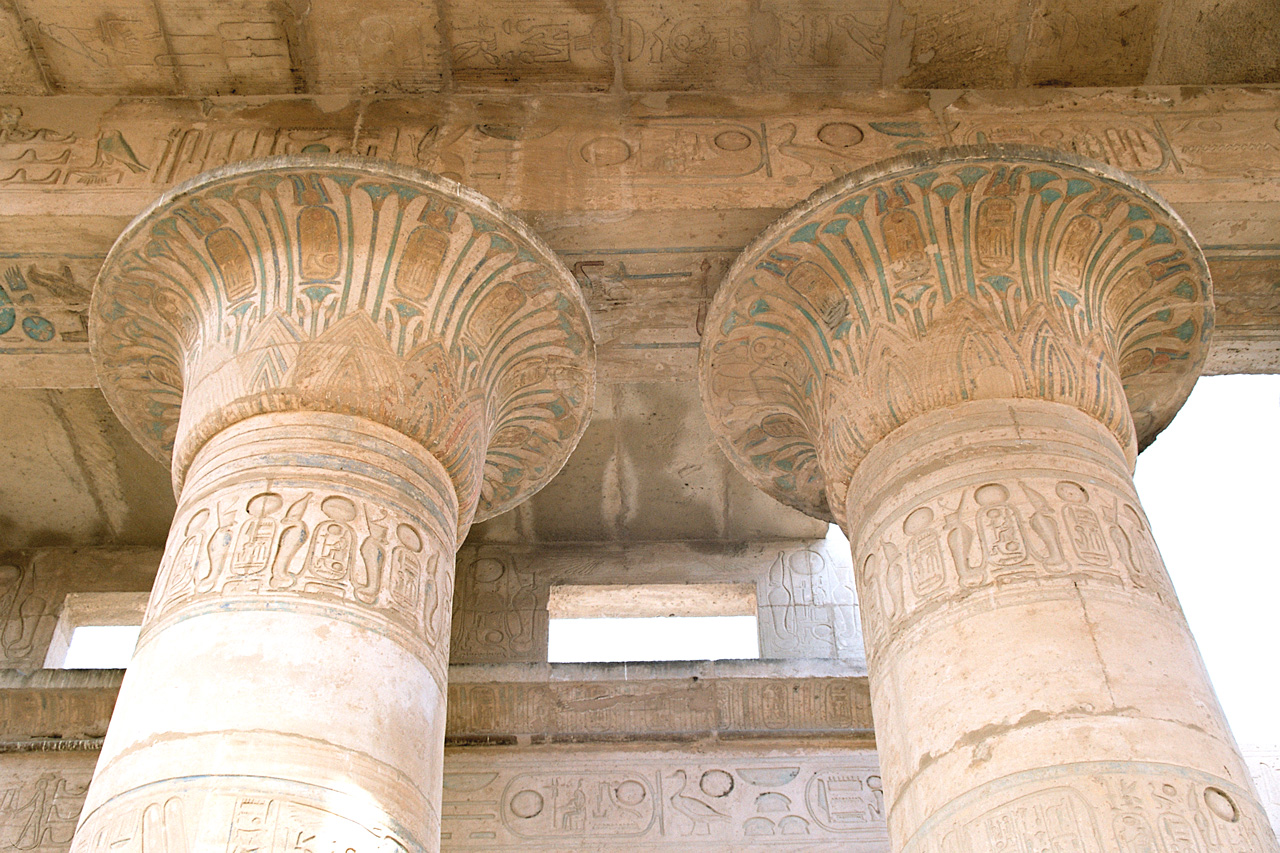
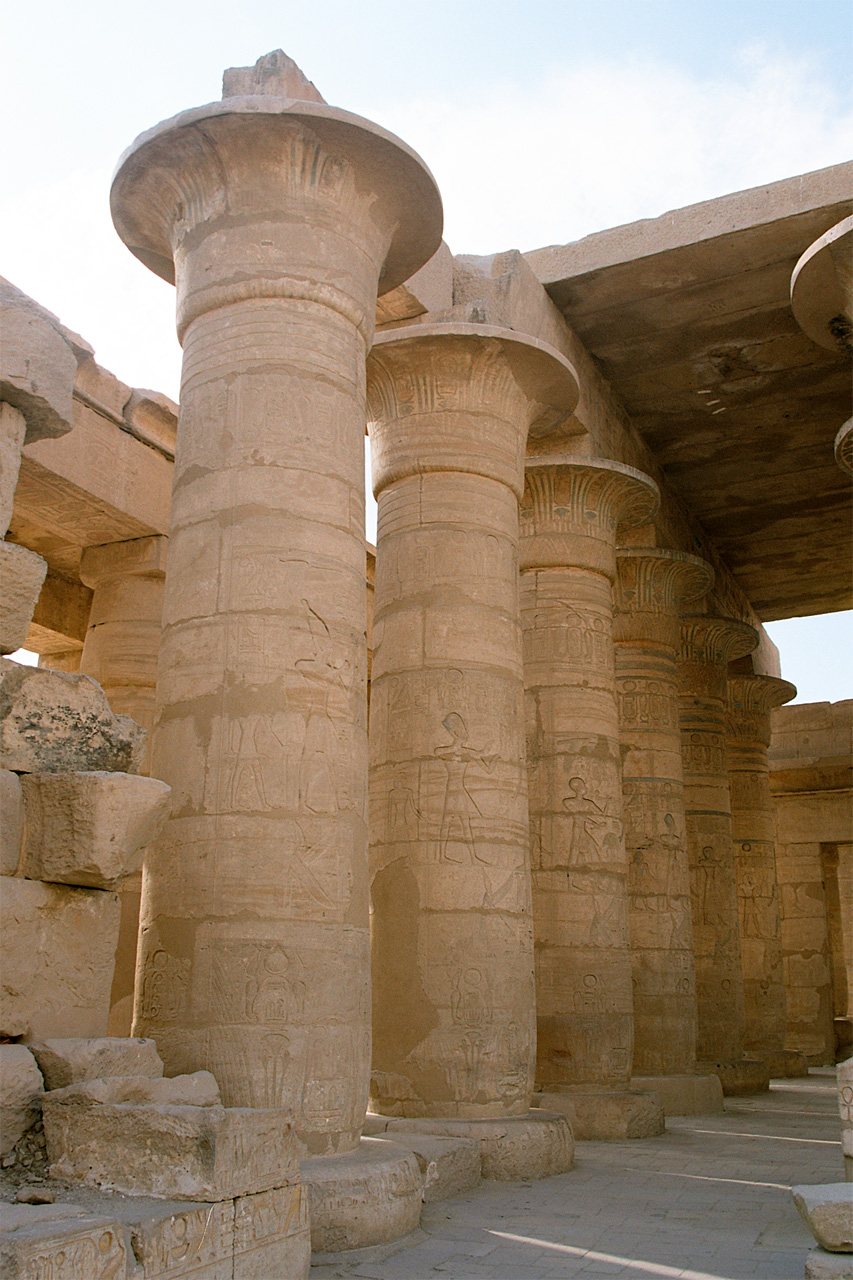